# Apelsches Haus (Neumarkt)

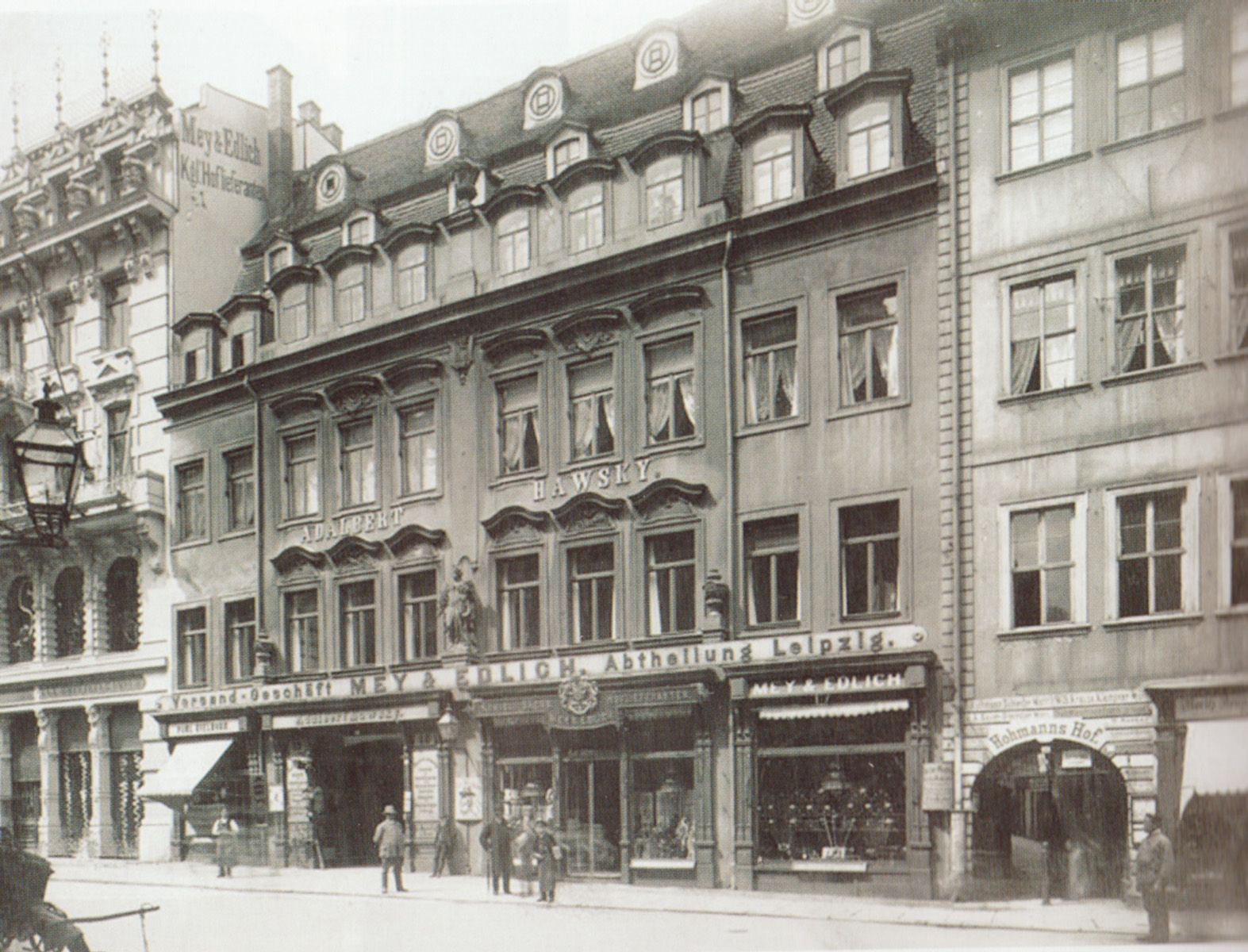
Das Apelsche Haus (um 1890)

Das Apelsche Haus war ein ehemaliges Gebäude am Neumarkt in Leipzig. Es ist zu unterscheiden von dem bis 1904 ebenfalls Apelsches Haus genannten Königshaus am Markt.

## Geschichte

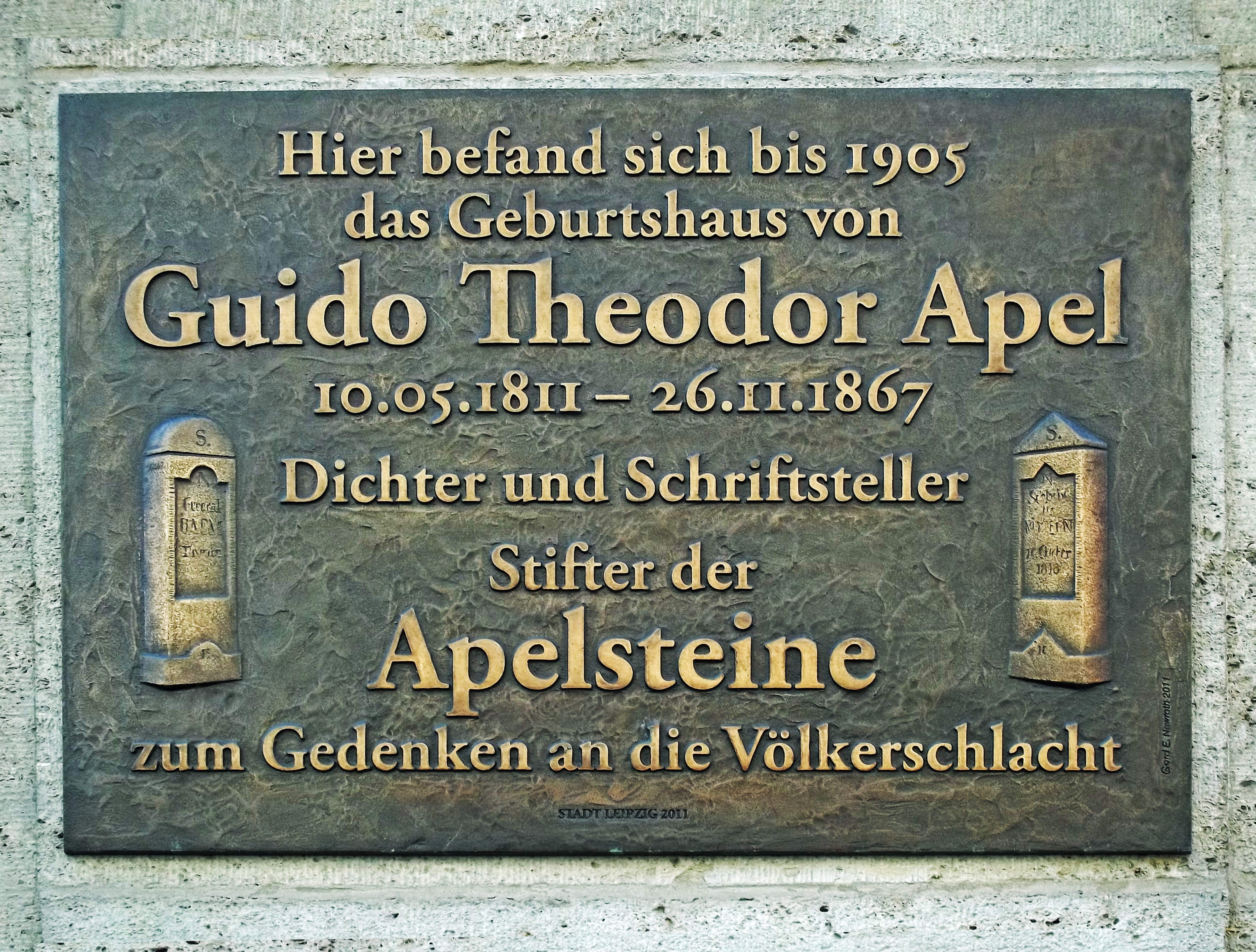
Gedenktafel an der Messehof-Neumarktseite (2013)

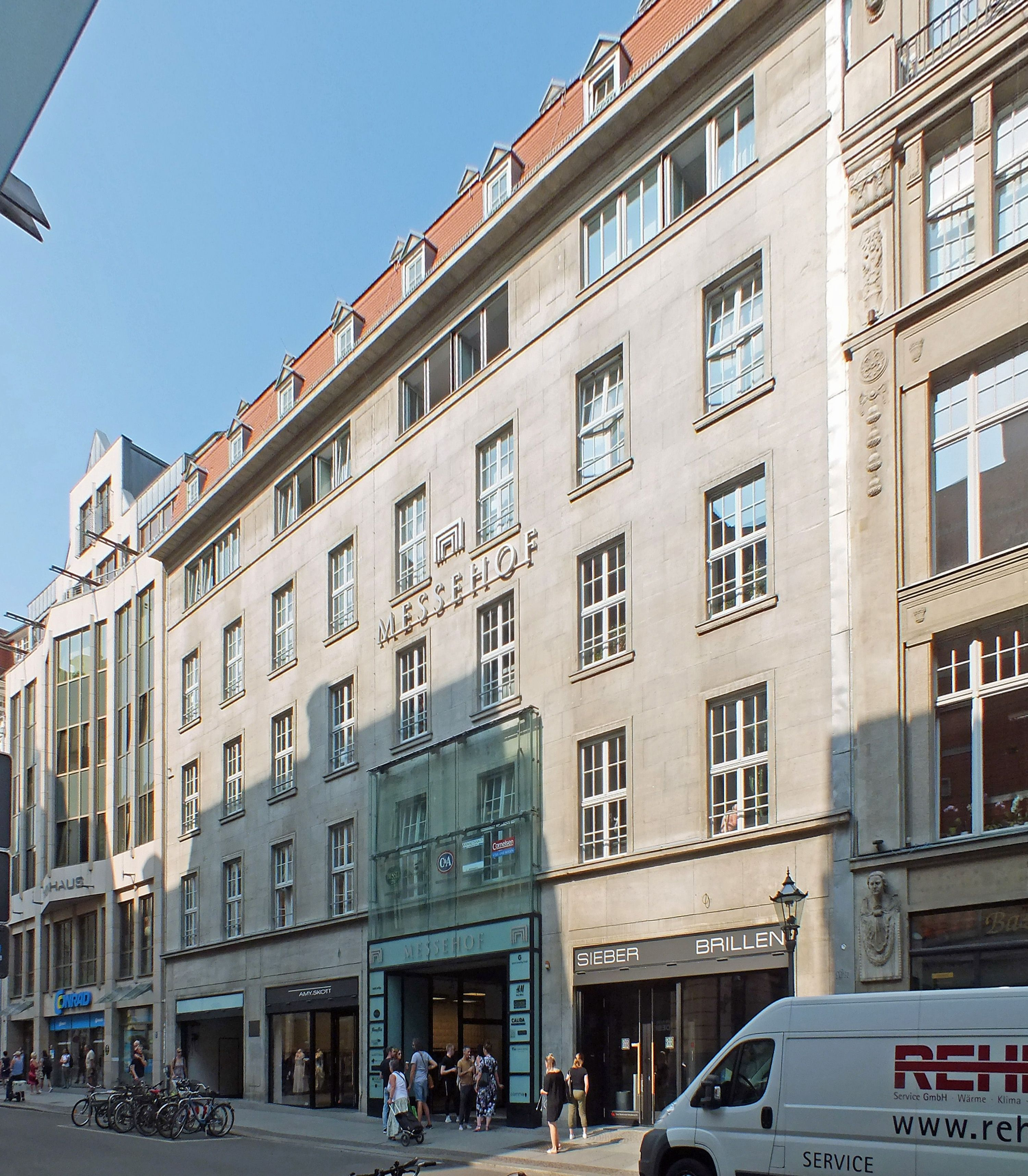
Heutige Bebauung, linker Teil des Messehofs (2018)

Im Jahr 1737 ließ sich der Leipziger Handelsherr Johann Michael Fried, der ab 1744 Mitglied der Vertrauten Gesellschaft war, am Neumarkt ein Wohn- und Geschäftshaus errichten. Gegen Ende des 18. Jahrhunderts kam das Gebäude in den Besitz der für Leipzig bedeutsamen Familie Apel, und es bürgerte sich der Name Apelsches Haus ein. Hier wurde 1811 der Stifter der Apelsteine Guido Theodor Apel (1811–1867) geboren.
1869 erwarb der Spielzeughändler Adalbert Hawsky das Anwesen. Sein wichtigster Mieter war von 1877 bis 1891 ein Ladengeschäft der Versandfirma Mey & Edlich, die Räume im Erdgeschoss und im ersten Stock innehatte. Anschließend bezog diese ein auf dem Nachbargrundstück (Nr. 20/22) errichtetes eigenes Wohn- und Geschäftshaus.
Bis 1884 hatte das Apelsche Haus bei der fortlaufenden Häusernummerierung die Hausnummer 9 und erhielt bei der anschließenden Zickzack- oder Orientierungsnummerierung die Nummer 18.
1905 kaufte der Leipziger Architekt Julius Zeißig (1855–1930) das Haus von Hawskys Erben, ließ es abreißen und errichtete ein Messehaus, das Zeißighaus, das im Zweiten Weltkrieg teilweise zerstört wurde und 1950 im neu errichteten Messehof aufging.

## Gestalt
Das barocke dreigeschossige Bauwerk mit Ladenlokalen im Erdgeschoss besaß zehn Fensterachsen, die zu Gruppen gegliedert waren. Die mittleren sechs Fenster besaßen jeweils gewölbte Fensterüberdachungen. An der ersten Etage war figürlicher Bauschmuck angebracht. Über dem Hauptgesims war eine Etage im Mansarddach voll ausgebaut. Weitere zwei Etagen besaßen sechs beziehungsweise fünf Dachgauben.